# Баронет Уильямс из Глиндура
Баронет Уильямс из Глиндура (англ. Baronet Williams of Glyndwr) — дворянский титул в баронетаже Соединённого Королевства, созданный в 1935 году для Эвана Уильямса, президента Ассоциации горнодобывающей промышленности Великобритании. Угас с его смертью в 1959 году.

## История
Титул баронета Уильямса из Глиндура в графстве Кармартер был создан 10 июля 1935 года для Эвана Уильямса, президента Ассоциации горнодобывающей промышленности Великобритании в 1919—1944 годах, который на протяжение той четверти века, когда уголь доминировал в промышленности страны, он был ведущей фигурой в угольной промышленности Великобритании. Он был женат на Шарлотте Мэри (умерла в 1961), дочери Дэвида Лэки, который владел угольной компанией в Монтрозе, однако брак так и остался бездетным. Поэтому после смерти Эвана 3 февраля 1959 года титул угас.
Создавались также 20 других титулов «баронет Уильямс».

## Баронеты Уильямс из Глиндура
- 1935—1959: Эван Уильямс (2 июля 1871 – 3 февраля 1959) — 1-й баронет Уильямс из Глиндура с 1935 года[1].